# Le jeu a changé
Le jeu a changé est un épisode de la série télévisée d'animation Les Simpson. Il s'agit du dixième épisode de la trente-quatrième saison et du 738e de la série.

## Synopsis
Bart découvre un problème dans le jeu multijoueur en ligne Boblox (parodie de Roblox ) qui lui permet de dupliquer des éléments sur des vieilles ordinateurs. Il utilise donc les PC obsolètes de l'école pour démarrer une arnaque de ferme Boblox . Lorsque le principal Skinner le découvre, Bart le convainc de se joindre à lui en lui promettant qu'ils pourront utiliser les bénéfices au profit de Springfield Elementary. Pendant ce temps, Marge découvre qu'elle peut communiquer avec Maggie à Boblox via des emojis permettant à sa petite fille de enfin « parler » avec elle. 

## Réception
Lors de sa première diffusion, l'épisode a attiré 1,16 million de téléspectateurs.